# Взрывы в Москве в сентябре 1999 года (книга)
«Взры́вы в Москве́ в сентябре́ 1999 го́да: рассле́дование тера́ктов на заре́ правле́ния Влади́мира Пу́тина» (англ. The Moscow Bombings of September 1999: Examinations of Russian Terrorist Attacks at the Onset of Vladimir Putin’s Rule) — монография политолога Джона Барретта Данлопа, впервые изданная в 2012 году. Работа, состоящая из пяти глав, посвящена «сложным и бурным» событиям, происходившим в России в течение пяти месяцев — с мая по сентябрь — 1999 года. Второе издание, дополненное предисловием и авторским послесловием, вышло в апреле 2014 года.

## Издания
- John B. Dunlop. The Moscow Bombings of September 1999: Examinations of Russian Terrorist Attacks at the Onset of Vladimir Putin’s Rule. — Stuttgard: ibidem Press, 2012. — 251 p. — ISBN 9783838203881. — ISBN 3838203887.
  - John B. Dunlop. The Moscow Bombings of September 1999: Examinations of Russian Terrorist Attacks at the Onset of Vladimir Putin’s Rule. — 2nd ed. — Stuttgard: ibidem Press, 2014. — 294 p. — ISBN 978-3838203881. — ISBN 3838203887.